# 551
551（五百五十一、ごひゃくごじゅういち）は自然数、また整数において、550の次で552の前の数である。

## 性質
- 551は合成数であり、約数は 1, 19, 29, 551 である。
  - 約数の和は600。
  - 素数を除いて σ(n) − n が平方数になる35番目の数である。1つ前は536、次は575。ただしσは約数関数。(オンライン整数列大辞典の数列 A048699)
- 172番目の半素数である。1つ前は545、次は553。
- 各位の和が11になる50番目の数である。1つ前は542、次は560。
- 551 = 232 + 23 − 1 = 242 − 24 − 1
  - n = 23 のときの n2 + n − 1 の値とみたとき1つ前は505、次は599。(オンライン整数列大辞典の数列 A028387)
- 551 = 242 − 25
  - n = 24 のときの n2 − 25 の値とみたとき1つ前は504、次は600。(オンライン整数列大辞典の数列 A098603)

## その他 551 に関連すること
- 西暦551年
- 紀元前551年
- ヴォルフガング・アマデウス・モーツァルトが作曲した交響曲

交響曲第41番ハ長調K.551。『ジュピター』のニックネームを持つ。モーツァルトが作った最後の交響曲である。
- 大阪市中央区難波に本店を置く中華料理店の551蓬萊。

関西ローカルのCMによる宣伝を行っており、豚まんが有名である。CMで前出の曲が使用されている。
- 西武551系電車はかつて西武鉄道で使用されていた通勤形電車の一系列。